# He (Hebräisch)

He

He (הא) ist der fünfte Buchstabe im hebräischen Alphabet. Er hat den Zahlenwert 5. He wird als stimmhafter Ansatz (h) gesprochen. Im modernen gesprochenen Iwrit ist er fast stumm. Am Wortende dient He als mater lectionis; ist das einmal nicht der Fall, wird es durch Mappiq, einen Punkt im Inneren des Buchstabens, gekennzeichnet. Die rechte obere Ecke des Buchstabens kann spitz oder rund ausgeführt sein; im Gegensatz zum Minimalpaar ר : ד ist das Graphem diesbezüglich also unterspezifiziert. Selbiges gilt für den Buchstaben Kaph finale.

## Geschichte
Das He ist ein Konsonant, aus dem sich der griechische Vokal Epsilon und das lateinische E abgeleitet haben. Die Form des ursprünglich phönizischen Buchstaben leitet sich vermutlich von der stilisierten Darstellung eines vor Schmerz oder Freude mit erhobenen Händen aufschreienden Menschen her.

## Beispiele
- הבל Abel (hével = Hauch, Nichts)
- הושע Hosea (hošía = hilf!)
- הילל Hillel (hillel = preisen)

## Zeichenkodierung
| Unicode Codepoint | U+05D4           |
| Unicode-Name      | HEBREW LETTER HE |
| HTML              | &#1492;          |
| ISO 8859-8        | 0xE4             |